# Dieter Schulz (Erziehungswissenschaftler)
Dieter Schulz (* 1942) ist ein deutscher Erziehungswissenschaftler.

## Leben
Er studierte von 1962 bis 1965 und von 1970 bis 1973 Erziehungswissenschaft, Romanistik, Musikwissenschaft und Katholische Theologie in Essen und Bochum und wurde danach zum Dr. phil. 1980 an der Universität Bochum promoviert. Von 1993 bis zur Emeritierung 2007 hatte er den Lehrstuhl für Allgemeine Didaktik und Schulpädagogik an der Universität Leipzig inne. Er ist ein Bruder der Theologen Winfried und Ehrenfried Schulz.

## Schriften (Auswahl)
- Pädagogisch relevante Dimensionen konkurrierender Schulentwicklungsplanung. Bestandsaufnahme und qualitative Analyse der Schulentwicklungsplanung in den Ländern der Bundesrepublik Deutschland. Frankfurt am Main 1981, ISBN 3-8204-6942-7.
- mit Peter Gutjahr-Löser (Hrsg.): Integration und Wertebildung. Eckpfeiler der politischen Bildung. Leipzig 2018, ISBN 3-96023-217-9.
- mit Peter Gutjahr-Löser und Jürgen Ronthaler (Hrsg.): 1918–2018: Demokratie und Bildung. Anspruch und Wirklichkeit. Leipzig 2019, ISBN 3-96023-288-8.